# ドラゴンボールZ BATTLE OF Z
『ドラゴンボールZ BATTLE OF Z』（ドラゴンボールZ バトルオブゼット）は、バンダイナムコゲームスより2014年1月23日に発売されたゲームソフト。PlayStation 3・PlayStation Vita・Xbox 360の3機種マルチプラットフォーム。
キャッチコピーは「チームで戦え!シリーズ初の乱戦・共闘アクション」。

## 概要
『ドラゴンボール』シリーズのゲームとしては2年ぶりの完全新作タイトルとなった。「チーム乱戦アクション」のジャンル名が示すように、4on4方式によるチームバトル制が採用されている。また家庭用ゲームの『ドラゴンボール』では初の有料追加コンテンツが登場した。その他、当時の最新映画であった『ドラゴンボールZ 神と神』より、超サイヤ人ゴッドとなった孫悟空や、破壊神ビルスとその付き人であるウイスが参戦した。また、岸本斉史による『週刊少年ジャンプ』漫画作品『NARUTO』とのコラボレーションとして仙人モードのうずまきナルトの衣装を着た孫悟空が初回封入特典で入手可能なキャラクターとして登場した。他にも初回封入特典でアーケードゲーム『ドラゴンボールヒーローズ』で使用できるゴテンクス：青年期のカードが付属されていた。

## システム
本作では4人一組でチームを編成し、様々なミッションに挑戦するのが基本的なゲームシステムとなっている。キャラクターの体力(HP)が0になるとダウンし、リトライ回数を1消費して復活ができる。なおカウントが0になるまでに他のキャラクターからリバイブソウルで助けられた場合はリトライ回数は消費せず、体力がある程度回復して復活が可能。リトライ回数が0の時にダウンしたキャラクターのカウントが0になるとミッション失敗である。リトライ回数はキャラクター毎に設定されており、その合計数がチームがリトライできる回数となる。基本的にはリトライ回数は1所持しているが、超サイヤ人3孫悟空のように一部強力なキャラクターはリトライ回数が0になっている他、天津飯やヤムチャなど一部のキャラクターは2に設定されている。なお、ステージの一つである天下一武道会では舞台のリング外に着地した場合はリングアウトとなり、問答無用でリトライ回数を1消費する。0の場合は即ミッション失敗。
以下はバトル中での主な戦闘システムである。
メテオチェイン
吹き飛ばした敵をボールをパスするように連続で追撃する。最大4つまでつなげることができる。
シンクロラッシュ
仲間と同時に敵を狭撃する。最大4人で攻撃できる。
リバイブソウル
力尽き倒れた仲間にターゲットを合わせて助け起こすことができる。なお何度も倒れたりするとリバイブソウル可能な猶予が短くなる。
作戦
ともに戦う3人の仲間に作戦指示を出して連携することができる。4つの作戦を戦局に応じ変更することもできる。作戦は以下の通り。
- 全力でいくぞっ！

全員が状況に応じて戦闘を行う。
- チカラを合わせるぞ！

自身がロックオンしているターゲットを最優先で攻撃する。
- 守りに集中しよう！

敵の攻撃の防御および回避に専念する。
- ここはまかせてくれ！

自身がロックオンしているターゲット以外の敵を攻撃する。
GENKIゲージ
画面上部に表示されているゲージ。基本的には攻撃を当てたりすることで上昇するが、メテオチェインやシンクロラッシュといった連携攻撃で大きく上昇する。また、リバイブソウルでも上昇可能。このゲージと連動してSPゲージも上昇する。
SPゲージ
必殺技やキャラクター毎の得意技を発動するのに必要なゲージ。攻撃などで上昇し、GENKIゲージが多ければ多いほど上昇量も上がる。0の状態になるとしばらく動けなくなってしまう。
戦闘タイプ
各キャラクターには戦闘タイプが存在しており、それぞれ4種類に分けられている。キャラクターによっては2種類の戦闘タイプを持つキャラクターもいる。各戦闘タイプは以下の通り。
- 格闘タイプ

主に格闘による近距離での肉弾戦が得意。孫悟空やアルティメット悟飯などが該当。
- 気弾タイプ

主に気弾による遠距離での攻撃が得意。ベジータやフリーザなどが該当。
- 支援タイプ

攻撃が不得意だが、体力やSPの回復や一時的な能力強化といったサポートが可能。孫悟飯（幼年期）やクリリンなどが該当。
- 妨害タイプ

敵の行動を封じたり、支援タイプのサポートを横取りするなど連携の妨害が得意。ヤムチャや天津飯などが該当。
巨大ボスバトル
大猿ベジータなど、一部の巨大な敵が登場するミッションもある。巨大な敵は掴み攻撃をしてくることがあり、掴まれると時間経過でダメージを受け続けてしまうため、ボタン連打で振り払う必要がある。巨大な敵には身体の部位毎に耐久値が設定されており、部位の耐久値を0にするとしばらくの間動きを止めることが可能。ただし体力がある程度減少すると怒り状態になり、身体が赤く光るようになる。この状態になると攻撃力が上がる他、必殺技を放ってくるなど攻撃が激化する。一部の敵はプレイヤー側が侵入できない場所から一方的に遠距離攻撃してくることもある。
GENKIチャージ
ミッションごとに特定の条件を満たすと、スペシャルボーナスを獲得し、獲得した状態でミッションをクリアすると発動する。悟空の「オラに元気分けてくれ!」の掛け声とともに「元気の通り道」が出現する。時間内に元気の通り道に気弾や気弾系必殺技（かめはめ波など）を撃つと元気がたまる。送った元気はプレミアムポイントに変換され獲得できる。
DP（ドラゴンボールポイント）とPP（プレミアムポイント）
DPはアイテムコレクション、PPはプレミアムコレクションでそれぞれカードやアイテムの購入が可能。DPはミッションクリア時のクリアランクに応じて獲得可能。PPはGENKIチャージにて獲得可能。
カスタマイズ
ミッションでのプレイに応じてプレイヤーランクとパートナーランクが上昇する。プレイヤーランクが上がるとカードやアイテムの設定範囲が拡大する。パートナーランクが上がると味方のCPUの動きが向上する。またキャラクター毎にカードやアイテムでの強化が可能。パラメータの上昇ができる強化カード、特殊なスキルが発動できるスキルカード、一度のミッションにつき一回しか使えず、使ったあとは無くなるが強力なサポートが発動するアイテムの3つに分かれている。またキャラクターの衣装の色も変更可能。
極限技
孫悟空、超サイヤ人2孫悟飯（少年期）、超サイヤ人3ゴテンクス、魔人ベジータ、フルパワーフリーザ、パーフェクトセル、魔人ブウ（純粋）、伝説の超サイヤ人ブロリーの8名のみが使用可能な大技。この8名のキャラクターにプレミアムコレクションにて購入できるアイテム、極限玉というアイテムを装備させ、「GENKIゲージが最大まで溜まっている」、「赤い星（ボスアイコン）の付いた敵が登場している」の2つを満たしていると発動可能。発動時、極限技が発動できるキャラクターが極限チャージを開始する。極限チャージ中は動けないがSPゲージを消費して早くチャージすることが可能。なお極限チャージ中のキャラクターの体力が0になると極限技は不発になってしまう。極限チャージがGENKIゲージ分チャージするとチャージ完了になり、極限技を放つ。極限技を放つと強制的にミッションはクリアとなる。極限技でミッションをクリアした場合はクリアランクは最高評価のZランクとなる。

## ゲームモード
ミッション
『ドラゴンボールZ』のストーリーをミッション形式で追体験できる。ミッションごとに設定されたノルマを満たすとミッションクリアとなり、クリア時のスコアやランクなどの条件に応じてカードやキャラクターを入手できる。また特定の条件を満たすとスペシャルボーナスが入る。敵側視点のミッションもプレイ可能。ミッションには制限時間があり、時間が0になってしまうとミッション失敗となる。
マルチミッション
他のプレイヤーとオンラインでミッションモードをプレイできる。自分がルームを作成してメンバーを募るカスタムマッチと他のプレイヤーが作成したルームを検索して参加するクイックマッチの2種類に分かれている。どちらかのマッチに入るとマルチミッションメニュー画面に入る。メンバーが集まり次第、ドラゴンボールマークの付いているリーダーがミッションを選びミッションを開始する。マルチミッションでの操作などはシングルでプレイする時と変わらない。リーダーは1度ミッションをプレイする毎に他のプレイヤーに順に切り替わる。ミッション待機中やミッション中に定型文でコメントすることが可能。ボイスチャットも可能。なお参加人数が4人未満の場合、空きのメンバーにはCPUを設定する必要がある。
チームバトル
他のプレイヤーと最大8人でプレイできる対戦モード。チームバトルモードもカスタムマッチとクイックマッチの2種類に分かれている。カスタムマッチで作成したプレイヤーは以下の戦闘のルールを変更可能。
- バトルのルールの設定
- 制限時間の設定
- 強化カードおよびスキルカードの有効の有無
- フィールドの設定
- チーム編成の方法
- 人数制限（1対1、2対2、3対3、4対4それぞれ2人ずつ変更可能）

決戦ルール（バトルルール）
バトルのルールは4種類。バトルロイヤル以外は2つのチームに分かれて行う。以下それぞれの詳細。
- ノーマルバトル

通常通りのシステムでバトル。リトライの回数を0にした状態でノックダウンしたチームの負け。
- スコアアタック

相手をノックダウンすることに応じて加算されるスコアの多さを競うバトル。
- ドラゴンボール争奪戦

フィールド上に散らばるドラゴンボールを先に全て集めたチームの勝ち。ノックダウンしてしまうとドラゴンボールを落としてしまう。
- バトルロイヤル

全てのプレイヤー同士で戦闘を行う乱戦バトル。自分以外のプレイヤーが敵となっており、一番ノックダウンさせた数が多いプレイヤーの勝利となる。

## ミッション
各ミッションをクリアする毎に次のミッションが解放される。また、一部のミッションは特定のキャラクターがいると演出が変化する。

### サイヤ人編
| 内容                             | 解放カード、キャラクター、モード、ステージ                       |
| -------------------------------- | ---------------------------------------------------------------- |
| 闘いの幕開け                     | CARD COLLECTIONのコマンド、PLAY LOGのコマンド                    |
| 頼むぜ相棒!謎の敵出現!?          | 孫悟飯（幼年期）、ラディッツ                                     |
| 地獄の特訓                       | ピッコロ、クリリン、天津飯、ヤムチャ、PREMIUM COLLECTIONコマンド |
| ふるえる大地! 恐るべきサイヤ人!! | 栽培マン、平原、山岳地帯、荒野、チームバトルモード               |
| 追い詰められたナッパ             | ナッパ                                                           |
| 動き始めた帝王                   | ベジータ、山岳地帯（夕方）                                       |
| 共通の大敵                       |                                                                  |
| 地球を守る戦士たち               |                                                                  |
| 孫悟空の静かな怒り!!             |                                                                  |
| 野獣の咆哮                       | 山岳地帯(夜)                                                     |

### フリーザ編
| 内容                       | 解放カード、キャラクター、モード、ステージ |
| -------------------------- | ------------------------------------------ |
| 暗雲うずめくナメック星     | フリーザ軍兵士、ナメック星・平原           |
| 超能力＆超インファイト     | グルド、リクーム、ナメック星・荒野         |
| 赤いマグマと青いハリケーン | バータ                                     |
| ギニュー隊長おでまし!!     | ジース                                     |
| フリーザ超変身!!           | フリーザ 第一形態                          |
| 地獄以上の恐怖がはじまる   | 超サイヤ人 孫悟空                          |
| 消え去るナメック星と希望   | フリーザ 最終形態、ナメック星・崩壊        |
| 驚異的な復活パワー         | フリーザ 第二形態                          |
| 伝説の超サイヤ人           | フリーザ 第三形態                          |
| 怒りの孫悟空               | フルパワーフリーザ                         |

### 人造人間編
| 内容                          | 解放カード、キャラクター、モード、ステージ                                       |
| ----------------------------- | -------------------------------------------------------------------------------- |
| 未来からきた超サイヤ人        | トランクス（剣）、超サイヤ人 ベジータ、超サイヤ人 トランクス（剣）、荒野（夕方） |
| レッドリボン軍の恨み!         | 人造人間19号、孫悟飯（少年期）                                                   |
| 目覚めた17号、18号            | 人造人間18号                                                                     |
| 謎の怪物、ついに出現!!        | セル 第一形態、壊れた都市                                                        |
| 忍び寄るセル!! 完全体への序曲 | 超サイヤ人 孫悟飯（少年期）、人造人間16号、島                                    |
| パーフェクトボディ            | 超サイヤ人2 孫悟飯（少年期）、セル 完全体、セルゲーム会場                        |
| もうひとつの結末              | 超サイヤ人 トランクス（戦闘服）、トランクス（幼年期）、孫悟天、魔人ブウ（善）    |
| Z戦士の追跡                   | ドクター・ゲロ                                                                   |
| 穏やかで純粋なる悪            | 人造人間17号                                                                     |
| 史上最大の親子喧嘩            | セル 第二形態                                                                    |
| 悟空越えた戦士                | パーフェクトセル                                                                 |

### 魔人ブウ編
| 内容                              | 解放カード、キャラクター、モード、ステージ                                |
| --------------------------------- | ------------------------------------------------------------------------- |
| ダーブラ登場!!                    | 超サイヤ人 孫悟飯（青年期）、ダーブラ                                     |
| こいつが魔人ブウ!?                | 魔人ベジータ                                                              |
| ブウブウ魔人ファーム              | 魔人ブウ（悪）、平原（夜）                                                |
| 襲来!! 純粋の魔人ブウ             | 魔人ブウ（純粋）、界王神界                                                |
| 限界!! 超サイヤ人3                | 超サイヤ人2 孫悟空                                                        |
| 合体超人誕生!! その名はゴテンクス | ゴテンクス、超サイヤ人 ゴテンクス、超サイヤ人3 ゴテンクス、精神と時の部屋 |
| 孫悟飯の大逆襲!!                  | アルティメット悟飯                                                        |
| 全宇宙を賭けた大決戦              | 超サイヤ人3 孫悟空、超サイヤ人2 ベジータ                                  |

### アナザーエイジ編
| 内容                 | 解放カード、キャラクター、モード、ステージ |
| -------------------- | ------------------------------------------ |
| 困った大豊作         |                                            |
| 結集サイヤ人部隊     |                                            |
| 反逆のフリーザ軍兵士 |                                            |
| 最強ギニュー特戦隊   | ギニュー                                   |
| 侵略の戦士バーダック | バーダック                                 |
| 起死回生の元気玉     |                                            |

### エクストラエイジ編
| 内容                           | 解放カード、キャラクター、モード、ステージ                 |
| ------------------------------ | ---------------------------------------------------------- |
| 復讐のクウラ                   | クウラ                                                     |
| 真の最終形態                   | クウラ 最終形態                                            |
| 超科学の結集! ビッグゲテスター | メタルクウラ、ビッグゲテスター内部                         |
| 暴虐の超サイヤ人ブロリー       | 超サイヤ人 ブロリー、伝説の超サイヤ人 ブロリー、荒野（夜） |
| 幻魔人ヒルデガーン復活!!       |                                                            |

### スペシャルエイジ編
| 内容                     | 解放カード、キャラクター、モード、ステージ |
| ------------------------ | ------------------------------------------ |
| 気高いサイヤ人の血       |                                            |
| 宇宙最強の一族           |                                            |
| ドクター・ゲロの傑作全集 |                                            |
| 恐怖の魔人軍団           | 魔人ブウ（悟飯吸収）                       |
| 手を結んだ強敵たち       |                                            |
| 対決 ベジータファミリー  | 超サイヤ人 トランクス（幼年期）            |
| 悟空一家 大集合          | 超サイヤ人 孫悟天                          |
| 幻の天下一武道会         | セルジュニア                               |
| 破壊神の試練             | 破壊神ビルス、ウイス                       |
| 究極戦士ベジットの挑戦状 | 超サイヤ人ゴッド 孫悟空                    |

## 登場キャラクター

### バトルキャラクター
孫悟空
声 - 野沢雅子
孫悟飯（幼年期）
声 - 野沢雅子
クリリン
声 - 田中真弓
天津飯
声 - 緑川光
ヤムチャ
声 - 古谷徹
ピッコロ
声 - 古川登志夫
栽培マン
声 - 沼田祐介
ラディッツ
声 - 千葉繁
ナッパ
声 - 稲田徹
ベジータ
声 - 堀川りょう
フリーザ軍兵士
声 - 佐藤浩之
ギニュー
声 - 小西克幸
ジース
声 - 岸尾だいすけ
バータ
声 - 小野坂昌也
リクーム
声 - 佐々木誠二
グルド
声 - 高戸靖広
フリーザ第一形態
声 - 中尾隆聖
トランクス（剣）
声 - 草尾毅
孫悟飯（少年期）
声 - 野沢雅子
人造人間16号
声 - 緑川光
人造人間17号
声 - 中原茂
人造人間18号
声 - 伊藤美紀
人造人間19号
声 - 堀之紀
ドクター・ゲロ
声 - 矢田耕司
セル 第一形態
声 - 若本規夫
セルジュニア
声 - 藤本たかひろ
トランクス（幼年期）
声 - 草尾毅
孫悟天
声 - 野沢雅子
ゴテンクス
声 - 野沢雅子 / 草尾毅
ダーブラ
声 - 大友龍三郎
魔人ブウ（善）
声 - 塩屋浩三
バーダック
声 - 野沢雅子
クウラ
声 - 中尾隆聖
超サイヤ人 ブロリー
声 - 島田敏
破壊神ビルス
声 - 山寺宏一
ウイス
声 - 森田成一
超サイヤ人 孫悟空
声 - 野沢雅子
フリーザ 第二形態
声 - 中尾隆聖
フリーザ 第三形態
声 - 中尾隆聖
フリーザ 最終形態
声 - 中尾隆聖
フルパワーフリーザ
声 - 中尾隆聖
超サイヤ人 トランクス（剣）
声 - 草尾毅
超サイヤ人 トランクス（戦闘服）
声 - 草尾毅
超トランクス
声 - 草尾毅
超サイヤ人 ベジータ
声 - 堀川りょう
超サイヤ人 孫悟飯（少年期）
声 - 野沢雅子
超サイヤ人2 孫悟飯（少年期）
声 - 野沢雅子
セル 第二形態
声 - 若本規夫
セル 完全体
声 - 若本規夫
パーフェクトセル
声 - 若本規夫
超サイヤ人2 孫悟空
声 - 野沢雅子
超サイヤ人3 孫悟空
声 - 野沢雅子
超サイヤ人 孫悟飯（青年期）
声 - 野沢雅子
アルティメット悟飯
声 - 野沢雅子
超サイヤ人2 ベジータ
声 - 堀川りょう
魔人ベジータ
声 - 堀川りょう
超サイヤ人 トランクス（幼年期）
声 - 草尾毅
超サイヤ人 孫悟天
声 - 野沢雅子
超サイヤ人 ゴテンクス
声 - 野沢雅子 / 草尾毅
超サイヤ人3 ゴテンクス
声 - 野沢雅子 / 草尾毅
魔人ブウ（悪）
声 - 塩屋浩三
魔人ブウ（悟飯吸収）
声 - 塩屋浩三
魔人ブウ（純粋）
声 - 塩屋浩三
クウラ（最終形態）
声 - 中尾隆聖
メタルクウラ
声 - 中尾隆聖
伝説の超サイヤ人 ブロリー
声 - 島田敏
超サイヤ人ゴッド 孫悟空
声 - 野沢雅子

#### ダウンロードコンテンツで使用可能なキャラクター
超サイヤ人 孫悟空（うずまきナルト仙人モード衣装）のみ、初回封入特典でも使用可能である。
超サイヤ人 孫悟空（うずまきナルト仙人モード衣装）
声 - 野沢雅子
超サイヤ人 バーダック
声 - 野沢雅子
スーパーベジット
声 - 野沢雅子 / 堀川りょう

### 巨大キャラクター
大猿ベジータ
声 - 堀川りょう
大猿悟飯
声 - 野沢雅子
大猿バーダック
声 - 野沢雅子
メタルクウラ・コア
声 - 中尾隆聖
ヒルデガーン
声 - 青森伸

## ダウンロードコンテンツ
インターネットに接続し、PlayStation Storeから追加キャラクターを有料でダウンロードできる。各キャラクター1体につき300円（税込）でダウンロード可能。
| 内容                                   | 配信日        |
| -------------------------------------- | ------------- |
| 孫悟空（うずまきナルト仙人モード衣装） | 2014年1月23日 |
| 超サイヤ人 バーダック                  | 2014年2月6日  |
| スーパーベジット                       | 2014年2月6日  |

## 主題歌
「CHA-LA HEAD-CHA-LA」
作詞 - 森雪之丞 / 作曲 - 清岡千穂 / 編曲・歌 - FLOW（キューンミュージック）